# Spirit 08
El Spirit 08 Football Club (más conocido como Spirit 08) es un club de fútbol de Vanuatu. Juega en la Primera División de Port Vila y nunca conquistó un título de liga o copa vanuatuense.